# Madona
Madona (németül: Modohn) város Lettországban.

## Fekvése
A város Rigától 130 kilométerre keletre, Vidzeme földrajzi központjában fekszik.

## Története
Madonát, pontosabban a jelenlegi város helyén található birtokot (Biržu muiža) írásos feljegyzés először 1461-ben említi, Szilveszter rigai püspök birtokösszeírásában. Ezt a birtokot – miután Oroszország a nagy északi háborút követően elfoglalta a Baltikumot – Erzsébet orosz cárnő Alexander Buturlin tábornoknak, Nagy Katalin cárnő pedig a szerb Maxim Zorics tábornoknak adományozta.
A majorság 1903-ban a Stukmaņi–Gulbene–Valka-vasútvonal megnyitását követően kezdett fejlődni. A település a Lett Köztársaság megalakulását követően 1921-ben kapta a Madona nevet, és 1926. június 7-én várossá nyilvánították.

## Lakossága
Madona lakosságának 80,3%-a lett, 14,7%-a orosz, 1,7%-a fehérorosz, 3,3%-a pedig egyéb nemzetiségű.

## Látnivalók
Madona legnevezetesebb látnivalója a közelében található Naturpark Gaiziņkalns. A Gaiziņkalns Lettország legmagasabb pontja 311,6 méteres tengerszint feletti magassággal.

## Híres madonaiak
- Itt született Aleksandrs Starkovs (1955), lett labdarúgó és edző.
- Madonában végezte tanulmányait és itt dolgozott Raimonds Vējonis (1966), Lettország köztársasági elnöke.

## Külső hivatkozások
- A város hivatalos honlapja
- Madona város Idegenforgalmi Hivatala